# عدنان قبرطاي
عدنان قبرطاي كاتب وباحث سوري من أصول شركسية، من مواليد حي القبرطاي في القنيطرة بسوريا في 29/7/1947م وهو عقيد ركن جوي متقاعد منذ عام 2000م.

## دراسته
دخل كلية العلوم الطبيعية في جامعة «دمشق» عام 1967م ثم تركها وتطوع في نهاية عام 1968م في الكلية الجوية وتخرج منها برتبة ملازم جوي عام 1970م.

## كتاباته
اهتم منذ الصغر بجمع وتدوين تاريخ «الجولان» السوري  وخاصة «القنيطرة» والقرى الشركسية، وكانت له مؤلفات في هذا مبرزاً دور الشراكس المتميز في بناء وعمران الجولان والدفاع عن أرضها.

## من مؤلفاته
1. أوراق شركسية منسية [3]
2. صفحات مطوية من تاريخ القنيطرة والجولان [3]
3. آخر كتائب الفرسان الشركسية

## وصلات خارجية
- الأديغة - الشركس